# Pokémon (коллекционная карточная игра)
Pokémon Trading Card Game (или для краткости Pokémon TCG) — это коллекционная карточная игра, в основе которой лежит серия игр Pokémon и часть медиафраншизы «Покемон». Впервые опубликована Media Factory в октябре 1996 года, в Японии. В США первоначально издавалось Wizards of the Coast с 1998 года, компанией, которая выпустила Magic: The Gathering. В июне 2003 года Nintendo вернула права на публикацию и передала их своей дочерней компании Pokémon USA.

## Правила
В Pokémon Trading Card Game игроки выступают в роли тренеров покемонов, использующих покемонов для сражений друг с другом. Используя способности своих покемонов, требуется нокаутировать вражеских покемонов.
Игроки начинают с того, что перетасовывают свои колоды (в каждой колоде должно быть по 60 карт) и берут по семь карт. Оба игрока проверяют, есть ли среди взятых карт хотя бы один «базовый покемон». Если есть, то необходимо выложить его на стол рубашкой вверх. Если нет, то игрок показывает взятые карты и перемешивает свою колоду, затем берёт новый набор из семи карт, противник при этом получает добавочную карту из своей колоды. За один ход на поле можно положить столько карт базовых покемонов, сколько есть в руке, но не более шести (в компьютерных играх и в аниме тренерам можно было использовать в бою не более шести покемонов одновременно). Одного ставят на место активного, остальных на «скамейку запасных». Затем игроки кидают монетку, чтобы определить, кто будет ходить первым. Когда любой из покемонов противника теряет все очки жизни, игрок берёт карту специального приза. Победа достигается тремя путями: собрать все призы, победить всех покемонов противника, которые находятся на поле боя, или дождаться момента, когда у противника закончится колода и он не сможет взять карту в начале своего хода.

### Виды карт
Во время своего хода игрок может совершить несколько действий с помощью определённых карт:

#### Карты покемонов
Эти карты изображают покемонов, участвующих в битве. В карточной битве можно использовать не более шести покемонов одновременно, при этом один (в некоторых партиях — два) покемона сражаются, а остальные находятся на «скамейке запасных». Сражающегося покемона можно сменить на запасного в двух случаях: если активный покемон побеждён или использованы определённые карты. Существует несколько типов карт эволюции:
- Базовые покемоны — покемоны, которых можно поместить на поле боя с началом игры или с наступлением нового хода.

- EX-карты — особенно сильные и редкие покемоны, но при этом, победив EX-покемона, игрок получает шанс взять не одну, а две призовых карты, что делает их использование рискованным.

- Карты эволюции — если Базовый покемон находится в игре больше хода, то на карту Базового покемона можно положить карту эволюции. В результате меняется внешний вид и способности покемона. Как правило, эволюционные формы сильнее обычных базовых покемонов. Всего существует три вида эволюции — Стадия 1, Стадия 2 и МЕГА.

Кроме того, у каждого покемона есть способности, различным образом влияющие на ход битвы и тип — от него зависит, к атакам покемонов какого типа данный покемон будет устойчив или уязвим. Система типов была несколько упрощена по сравнению с играми и аниме, некоторые типы были объединены.
| Тип в TCG  | Цвет        | Типы                               |
| ---------- | ----------- | ---------------------------------- |
| Трава      | Зелёный     | Насекомый, травяной, ядовитый1     |
| Огонь      | Красный     | Огненный                           |
| Вода       | Синий       | Водный, ледяной                    |
| Молния     | Жёлтый      | Электрический                      |
| Психо      | Фиолетовый  | Психический, призрачный, ядовитый1 |
| Сражение   | Коричневый  | Боевой, каменный, земляной, аура   |
| Тьма       | Чёрный      | Тёмный                             |
| Металл     | Серебристый | Стальной                           |
| Бесцветный | Белый       | Обычный, летающий, драконий2       |
| Дракон     | Золотистый  | Драконий2                          |
| Фея        | Розовый     | Волшебный3                         |

↑  Начиная с набора Diamond & Pearl покемоны ядовитого типа теперь относятся к психическим в карточной игре, ранее к травяным.

↑  Начиная с набора Black & White у покемонов драконьего типа есть свой собственный тип, раньше они были частью бесцветного. 

↑  Начиная с выхода наборов XY.

#### Карты энергии
Карты энергии — это карты, необходимые покемонам для того, чтобы использовать свои способности. Всего существует два типа карт энергии: основные и особые. Основные карты бывают восьми типов: огненные, водные, травяные, боевые, электрические, психические, тёмные и металлические. Особые же включают в себя «бесцветные» (обычного типа), «радужные», тёмные и металлические (последние два типа были перемещены в основные после выхода набора Diamond & Pearl). За ход можно использовать только одну карту энергии. Карту подкладывают покемону, которого игрок хочет «зарядить», и, если у покемона есть карты нужных типов в нужном количестве (они указываются на карте покемона рядом со способностью), то он может применить способность. Каждая «основная» карта энергии даёт покемону одну единицу энергии своего типа, а «особые» имеют дополнительные эффекты — к примеру, могут считаться как энергия любого типа, сразу за две единицы энергии или излечить покемона от вредного статусного эффекта. Если игрок хочет сменить активного покемона, то он может убрать из-под карты покемона нужные карты энергии, указанные на карте под графой «Стоимость».

#### Тренерские карты
Тренерские карты влияют на ход игры каким-либо другим способом, к примеру, лечат покемона игрока, снимают с него отрицательный статусный эффект, «воскресить» покемона, лежащего на «кладбище», и т. п. До выхода набора Diamond & Pearl все карты, которые не принадлежали к картам покемонов или к картам энергии, считались тренерскими, но затем их стали делить на несколько подвидов:
- Предметы — игрок следует указаниям на карте, а затем отправляет её на «кладбище». Данный вид карт наиболее распространён среди тренерских.

- Инструмент Покемона — карта, которую подкладывают под карту покемона, и которую можно использовать в любой момент битвы. Некоторые предметы для покемонов остаются при них до того момента, когда они теряют сознания, другие же до достижения определённых условий. Частный случай предмета для покемонов — Обучающие машины (англ. Technical Machines, TM), которые добавляют покемону новую способность.

- Стадионы — при использовании карты стадиона она остаётся на столе, пока не была использована другая карта стадиона. Символизирует место, где происходит битва. Добавляет дополнительные условия, одинаковые для обоих игроков и влияющие на ход битвы.

- Помощники — на них изображены различные персонажи. После использования отправляются в сброшенные карты. Данные карты позволяют производить действия с колодой игрока, к примеру, брать дополнительные карты из колоды.

- АС ТАКТИКА — тренерские карты, имеющие сильный эффект, к примеру, позволяющие брать любую карту из колоды или полностью лечащие покемона, но которые позволено иметь не более одной штуки в колоде.

#### Другие
Существуют карты, объединяющие два типа карт в одном. В первом же наборе появились карты «ископаемые», которые, находясь в руке у игрока, считаются за тренерские, но при их использовании они считаются за базовых покемонов. Ископаемые можно эволюционировать в определённых покемонов. Некоторых Аноунов можно использовать как покемонов или как предметы для покемонов.

## Создание и распространение

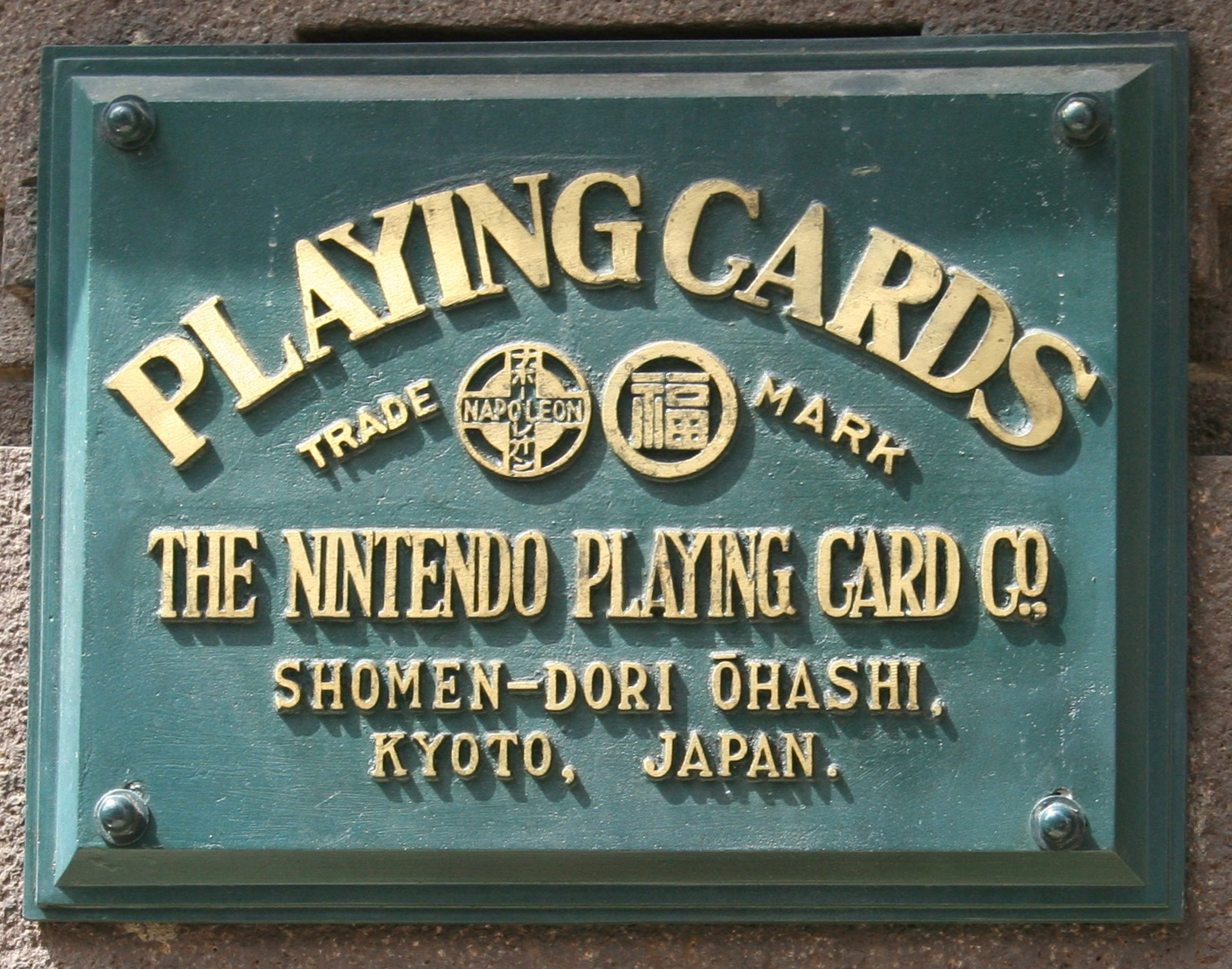
Табличка на стене бывшей штаб-квартиры Nintendo, из тех времён, когда она занималась производством игральных карт

Pokémon TCG — не первый раз, когда Nintendo издаёт карты; ещё до того, как фирма начала производить видеоигры, она занималась производством карточных игр. 

Российский Хэппи Мил

Коллекционная карточная игра, по механике основанная на играх серии Pokémon, и вышла в 1996 году. В Японии игру издавала компания Media Factory. В 1998 году после успеха игры в Японии Nintendo решила вывести её на внешний рынок, для чего продала права на дистрибуцию в Америке компании Wizards of the Coast. В 2003 году, в связи с выходом Pokémon Ruby и Sapphire Nintendo вернула себе права на распространение карточной игры. В 2011 году вышла официальная онлайн-версия карточной игры. По карточной игре существует официальная онлайн-игра.
В конце 2011 — начале 2012 года в сети ресторанов быстрого питания McDonald’s проходила акция, во время которой при приобретении детского набора Хэппи Мил давалась фигурка покемона, а также карта из коллекционной карточной игры, при этом покемоны были из пятого поколения игр и аниме. В США было 8 видов игрушек и 12 видов карт, в России только 6 видов игрушек и 12 видов карт соответственно.
В России распространением карт занималась компания «Саргона», торгующая настольными играми и, в частности, коллекционными карточными играми. Киевская студия «Пилот», выполнившая озвучивание первых двух сезонов сериала на русском языке, решила не менять во второй раз имена покемонов, так как сохранение американских названий облегчало освоение карточных игр, которые «Саргона» продавала без перевода. Однако со временем «Саргона» прекратила завозить новые наборы с играми.
В 2014 году, компания Nintendo Russia официально анонсировала выход сета «ХУ» в России. Релиз состоялся на выставке «Игромир», прошедшей со 2 октября по 5 октября этого же года. Через несколько дней после выставки в московские магазины и карточные клубы, а затем и в другие города России, поступила партия новинок: Тематические колоды «Разрушительный набег» и «Выносливая жизнь», содержащие 60-карточные колоды, готовые к игре и обучающие правилам игры, а также блистеры, содержащие промокарту и 2 бустера, в каждом из которых по 10 игровых карт. Весь выпуск включал в себя 146 карт. Позже, в конце ноября вышли 5 тин-боксов (металлических банок), содержавших промокарту ЕХ, и по 4 бустера, что очень порадовало игроков.
После того, как игроки освоились в первом выпуске, Nintendo анонсировала второй выпуск — «ХУ — Огненная Вспышка», который содержал 109 карт (включая секретные) и вышел 5 февраля. С релизом завезли вот такие товары: блистеры, с двумя бустерами, но уже без промокарты, а также мини-альбом с промобустером, которых раздавали на давно прошедшем Игромире.
Не успели игроки дособирать второй выпуск, уже через полтора месяца вышел третий — «ХУ — Яростный Кулак». Он содержал в себе 113 карт, включая секретные. Среди товаров поступило множество аксессуаров, таких как альбомы, протекторы, защищающие карту от повреждений и коврик. Помимо их, вышел блистер с двумя бустерами нового сета и опять без промокарты. В апреле вышли 3 новых тинбокса, включавшие в себя промокарту ЕХ (но уже другую) и по 2 бустера двух последних сетов.
30 апреля 2015 года Nintendo объявили о четырёх-этапных региональных турнирах в больших городах России. Вышло так, что четвёртый сет вышел между региональным и национальным турниром, и поэтому игрокам пришлось потратиться на то, чтобы вовремя собрать победную колоду. От Москвы и Петербурга на Национальный турнир прошло по 4 человека, от остальных городов по одному. Победителем Первого Национального турнира по ККИ Покемон в России стал Илья Корнилов (в кругу друзей просто Линк) и он поехал на мировой чемпионат по этой игре в августе, но к сожалению даже не прошёл во второй день турнира.
Четвёртый сет вышел в начале июня, что позволило игрокам дособирать «Огненную Вспышку» и «Яростный Кулак». Но не обошлось без сюрпризов! Вместе с четвёртым сетом «ХУ — Призрачные Силы» вышел нулевой мини-сет «ХУ — Стартовый набор Калоса», который выходил в США ещё перед первым сетом. Он содержал в себе 39 карт, и этот сет можно было собрать целиком, купив все три стартовые колоды. Четвёртый сет содержал в себе 122 карты (включая секретные), и собрать его можно было, покупая блистеры по 20 карт без промокарты.
Пятый сет вышел в середине августа, но радость игроков и коллекционеров не из Москвы и Санкт-Петербурга быстро закончилась. Сет «ХУ — Первобытная Дуэль» не продавался блистерами до ноября, а карт в сете было всего 164 с секретными! Можно было только заказать дисплей этих бустеров из Москвы. В каждом дисплее находилось по 36 бустеров, и это очень дорого для «не-москвичей». Только магазины 1С Интерес и клубы изредка завозили по 5 бустеров, ценой в пол-блистера и их очень быстро раскупали. Также в продажу поступили две тематические колоды: «Пульс земли» и «Ядро океана».
Шестой сет в России называется «ХУ — Грохочущие Небеса» и он содержал 110 карт. Он уже содержал блистеры и вместе с этим сетом вышли блистеры «Первобытной Дуэли». В этот же день состоялся релиз тинбоксов «Легенды Хоэнна», которые содержали 1 промокарту ЕХ и 4 бустера Первобытной Дуэли.
Потом были анонсированы ещё 3 тинбокса, но уже содержали в себе 4 бустера «Грохочущих Небес».
Седьмой сет в России — последний на данный момент. Он вышел 19 февраля 2016 года и называется «ХУ — Древние Истоки». С ним поступили 2 тематические колоды и блистеры. В этом сете содержится 100 карт, включая секретные.
В мае 2016 года Nintendo объявили о Вторых Городских турнирах и Втором Национальном Чемпионате. В этот раз турниры проводились не только на встречах Nintendo Guardians, но и в игровых клубах. Было 3 этапа, даты этапов: 1 этап — 21-22 мая, 2 этап — 28-29 мая, 3 этап — 4-5 июня. В этот раз участвовали не только взрослые, так как всех игроков разделили на два дивизиона: Masters (рождённые в 2000 году или ранее) и Senior (2001, 2002, 2003, 2004 года) Division. За хорошие результаты на каждом городском этапе турнира лучшим трём игрокам давали хорошие призы, а победитель каждого дивизиона получил приглашение на Национальный Чемпионат России в Москве, 25 июня 2016 года. Как всегда, победитель Национального Чемпионата по ККИ Покемон в каждом дивизионе получает приз — поездку на 3 дня в город проведения Мирового Чемпионата по ККИ Покемон, в этот раз это Сан-Франциско, США, штат Калифорния, а если вам меньше 18, то путёвка оплачивается и одному из ваших родителей.
Прямо перед началом городских турниров, магазин Mir Nintendo объявил о начале продаж новых аксессуаров для ККИ Покемон: Альбом с Чаризардом, коврик с Чаризардом и протекторы с Чаризардом, а также коврик с символикой «Super Mario Bros, Level 1-1».
Немало информации нам представляет ККИ Покемон Онлайн, которая недавно была портирована на Андроид-платформу. В игре разработчики приложили огромные усилия и почти перевели блок сетов «Чёрное и Белое», а также переведён «ХУ-Турбо Импульс» и очень много карт блока ХУ «Чёрная Звезда — Промо», которые до сих пор у нас не вышли. Также нам известны названия сетов ХУ9 и ХУ10 — «ХУ-Турбо Прорыв» и «ХУ-Роковая Коллизия».
22 ноября, с большим опозданием, вышел сет XY08 ХУ-Турбо Импульс. С сетом вышли блистеры, тинбоксы «Зайгард-ЕХ, Сияющий Ивелтал-ЕХ и Сияющий Зирнис-ЕХ». В этот же день вышли тинбоксы по ХУ-Древним Истокам: « Пикачу-ЕХ, Вулканион-ЕХ, Магирна-ЕХ, Райкваза-ЕХ, Хуппа-ЕХ и Латиос-ЕХ», в которых содержится по 4 бустера данного сета.
С 24 по 25 декабря по всей России прошёл первый зимний League Cup сезона 2017, на котором прошли турниры по ККИ и по видеоиграм.
Также в Японии уже известно название нового сета XY11 «Паровая осада» Также известны карты сета.
Также есть сет «Generations», выпущенный к 20 юбилею серии. В сентябре 2018 года было объявлено о прекращении поддержки игры в России.

## Отзывы, популярность и значимость
В журнале «Игромания» игру назвали «весьма забавной и оригинальной», и «лучшей из всех MTG-клонов». По мнению рецензента, партии «скоротечны, но весьма драматичны», а сама игра «просто идеальна для детей 5 — 14 лет», так как «с её помощью можно быстро научиться азам английского (или японского) языка». Ватикан положительно отозвался о карточной игре, сочтя, что она развивает воображение у детей и что в ней нет ничего вредоносного, а сама серия учит детей дружбе. В качестве ответа коллекционной карточной игре «Покемон» в Великобритании вышли карты Christian Power Cards, по своей концепции они похожи на «Покемон», но вместо покемонов на картах изображены библейские персонажи. Карточная игра продаётся более чем в 40 странах мира, по всему миру продано более 14 миллиардов карт.

## Виртуальные версии
Компания Hudson Soft разработала и выпустила адаптацию игры на портативную игровую систему Game Boy. Впоследствии вышло продолжение адаптации для Game Boy Color от того же разработчика, однако оно не вышло за пределами Японии.
В 2013 году вышла ККИ Покемон Онлайн, которая является основным симулятором ККИ Покемон Онлайн. В 2014 году игра была портирована на системы Apple — Mac и Ipad, а в 2016 году игра перебралась на планшеты Андроид. Игра переведена на более чем 20 языков, включая русский.